# 愛媛県道255号鳥居喜木津線
もしかして
- 愛媛県道255号鳥井喜木津線

ではありませんか？